# Baursberg
Der Baursberg im Hamburger Stadtteil Blankenese ist mit einer Höhe von 91,6 m ü. NHN nach dem Hasselbrack (116,2 m ü. NHN) die zweithöchste Erhebung der Hansestadt. Auf seinem Gipfel befindet sich auf einem parkähnlichen Gelände das 1859 in Betrieb genommene Wasserwerk Baursberg, das noch heute Teile des Hamburger Westens (u. a. die Stadtteile Blankenese und Othmarschen) mit Trinkwasser versorgt. Während ursprünglich die Aufbereitung des Elbwassers im Vordergrund stand, wird seit 1960 ausschließlich Grundwasser gefördert. Seit 1990 sind die Brunnen als erstes Wasserschutzgebiet in Hamburg geschützt. 2006 wurde die Wasserschutzgebietsverordnung geändert, wodurch sich das Schutzgebiet von 16,4 km² auf 10,0 km² verkleinerte.